# ヨーク郡 (バージニア州)
ヨーク郡（英: York County、元チャールズリバー郡）は、アメリカ合衆国バージニア州の南東部、ハンプトン・ローズ大都市圏に位置する郡である。ヨーク川など多くの河川沿いにある。2010年国勢調査での人口は65,464人であり、2000年の56,297人から16.3%増加した。郡庁所在地は国勢調査指定地域のヨークタウン（人口195人）であり、同郡に法人化された町は無い。陸続きでは独立市のウィリアムズバーグ市、ニューポートニューズ市、ポコソン市とジェームズシティ郡と接している。ヨーク川を隔ててグロスター郡がある。
1634年、ヨーク郡はバージニア植民地初期の8シャイアの1つとして設立され、国内でも最古クラスの郡である。バージニア植民地歴史的三角の1角であり、1781年にはアメリカ独立戦争の行方を決定づける勝利を上げ、イギリスからの独立に繋がった場所でもある。
現在のヨーク郡にはアメリカ軍の重要な施設が幾つかある。ウォーターフロント地域に多くの住宅やレクリエーション地域がある。テーマパークの「ブッシュガーデンズ・ウィリアムズバーグ」に隣接し、郡内にはウォーターパークのウォーターカントリーUSA、プレジデンツパーク、ヨークタウン・リバーフロント地域、ヨークタウン戦場跡観光案内所、ヨークタウン・ビクトリー・センターがある。コロニアル・ウィリアムズバーグや歴史的ジェームズタウン、ジェームズタウンのジェームズタウン・セトルメントとはアメリカ合衆国国立公園局の運営する牧歌的なコロニアル・パークウェイで繋がれて、歴史的三角が世界的な観光地となり、郡の主要な経済活動になっている。

## 歴史

### インディアン
現在ヨーク郡となっている地域には昔から先住インディアンが住んでいた。ウッドランド期後期（紀元前1000年から西暦1000年）とそれ以前には狩猟採集型の民族が住んでいた。
16世紀後半までに、チェサピーク湾に川が流れる海岸平原の大半はテナコマカ（人の多く住む土地）と呼ばれていた。ワフンスナコックとい酋長（1547年-1618年）が、征服あるいは合意による従属で約30のアルゴンキン語族をまとめ、ポウハタン連邦と呼ばれる強力な帝国を作り上げていた。ワフンスナコックは元々、ジェームズ川の滝線近くにあった「ポウハタン」と呼ばれた村の出身だった（現在ではリッチモンド市の地区であるポウハタンヒル）。ポウハタン酋長と呼ばれ、後にはテナコマカの中心にウェロウォコモコと呼ぶ第2の首都を設立した。現在ではグロスター郡のヨーク川北岸にあった。
ポウハタン連邦に属するチスキアック族が、ヨーク川の南岸、ヨーク郡内ヨークタウンに近い海軍武器基地の敷地に住んでいたが、1630年代にイングランド人のジェームズタウンを本拠に拡張を続ける植民地との抗争が激化した結果として排除された。チスキアック族の元の集落跡、チーセケイク道路とチーセケイク墓地（ポウハタンから派生した名前と考えられている）が軍事基地の中に残っている。
1609年にポウハタン酋長が首都を移してから長い時を経て、パータン湾に近いウェロウォコモコは21世紀初期に考古学調査が続けられている。ウィリアム・アンド・メアリー大学による発見と継続中の研究によって、ヨーク郡の歴史でこの地域に住んだインディアンの生活について理解が深まると期待されている。

### アハカン伝道所
1570年、スペイン人イエズス会聖職者が伝道所を造ろうという試みは、失敗した。この時ガイドを務めたのが、キリスト教徒に改宗しスペインで教育を受けた洗礼名ドン・ルイスというインディアンだった。ルイスはそのインディアン仲間の元に戻り、数か月後には攻撃を指揮し、ヨーロッパ人が殺された。

### バージニア植民地
その約30年後の1607年、バージニア植民地のバージニア半島反対側に、イングランド人開拓者がジェームズタウンの町を設立した。1619年、現在ヨーク郡となっている地域は、領主であるロンドンのバージニア会社の4つのシティの内の2つ、すなわちエリザベスシティとジェームズシティの中に含まれていた。
1634年、この地域は当初の8シャイアの1つ、チャールズリバー・シャイアとして設立され、イングランド王ジェームズ1世の息子チャールズ1世に因んで名付けられた。21世紀に入ってもヨーク郡は本質的に同じ政治形態をとって今も残っている5つのシャイアの1つと見なされ、国内でも最古クラスの郡である
イングランド内戦の間に、チャールズリバー郡とチャールズ川はそれぞれヨーク郡とヨーク川に改名された。ヨークタウンを含めこれらの名称は、北イングランドのヨークから採られたと考えられている。

### ヨークタウン

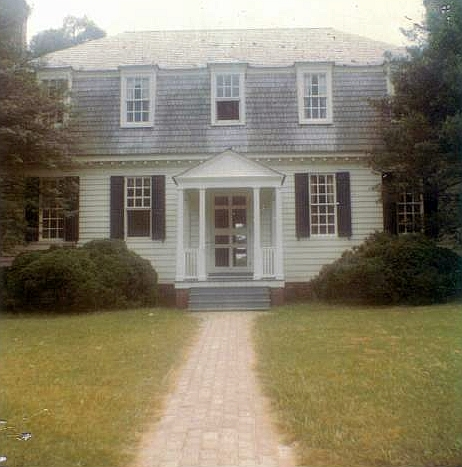
コーンウォリスがワシントンに降伏した家

初代の郡庁舎と監獄は現在のヨークタウン近くにあった。ただし、この町はヨーロッパにタバコを積み出す港として造られており、ポート・オブ・ヨーク、ボロ・オブ・ヨーク、タウン・オブ・ヨークなど様々に呼ばれていた。植民地議会が各郡に港を指定し、倉庫を建てるよう要求した1691年にヨークタウンの町が成立した。ヨークタウンはこれまで町として法人化されたことが無いが、郡庁所在地であり続けている。郡域内で唯一法人化された町は1952年に法人化されたポコソンだが、1975年に独立市になった。
1781年、イギリス軍のチャールズ・コーンウォリス将軍がアメリカ軍のジョージ・ワシントン将軍に降伏し、事実上アメリカ独立戦争を終わらせた場所として有名である。南北戦争の1862年には半島方面作戦で戦闘の舞台になった。

### その他の町と郡域の変遷
小さな未編入の町ラッキーと「保留地」と呼ばれるその近くの地域は、第一次世界大戦中にアメリカ海軍が専有し、現在はヨークタウン海軍兵器基地と呼ばれる地域の一部になっている。退去を迫られたアフリカ系アメリカ人土地所有者の多くは、ヨーク郡とジェームズシティ郡の境近くにあるグローブに移転した。
第二次世界大戦中、郡内の3つの小さな町がアメリカ合衆国保留地に吸収された。ペニマンは第一次世界大戦中にデュポン社が運営した弾薬製造施設があった場所であり、1943年にチザム・アネックスの一部になった。ペニマンの西にマグルーダーとビグラーズミルという2つの小さな町があった。マグルーダー住民の大半と少なくとも1つの教会はグローブに移転し、そこの人口を増やすことになった。
1949年、隣接するウォーウィック郡（現在は廃郡）から4平方マイル (10 km2) の土地を譲り受けた。当時、ウォーウィック郡はニューポートニューズ市からの併合訴訟を防衛するためにこの委譲を行った。ウォーウィック郡はその面積を減らすことで、提案されていた併合を免れると主張し、成功した。最終的に1958年の合意により、ウォーウィック郡とニューポートニューズ市は統合された。
1975年、郡内にあった法人化町ポコソンが独立市となり、その面積15.5平方マイル (40.1 km2) がヨーク郡の面積から減った。これには隣接するハンプトン市からの併合を避ける思惑もあった。ただしヨーク郡とポコソン市の関係は密接なままに残った。その後の30年以上にわたって、裁判所、保安官事務所、監獄など憲法に規定するものを共有し続けている。
またもう1つの小さな独立市ウィリアムズバーグ市にも隣接している。この市は長くジェームズシティ郡に入っていた。20世紀、ウィリアムズバーグ市に隣接するヨーク郡の一部が市に併合された。

### 20世紀後半と21世紀
1980年代から現在まで、ヨーク郡は田園部から、隣接する中核都市ハンプトンとニューポートニューズ各市のベッドタウンとして急速に転換されてきた。
ヨーク郡とヨークタウン、特にバージニア植民地歴史的三角と呼ばれる重要な歴史観光地の一部になっている。この三角はヨークタウン、ジェームズタウンとウィリアムズバーグがつくる三角形である。この3つの町を繋ぎ、アメリカ合衆国国立公園局の運営する景観の良いコロニアル・パークウェイでは、ヨークタウンが北端になる。2005年、以前は荒廃していた浜と町の地区を再生するために、植民地時代を擬したウォーターフロント開発であるリバーウォーク・ランディングを完成させた。これは2007年に行われたジェームズタウン400周年記念行事を補うものになった。

## 地理
アメリカ合衆国国勢調査局に拠れば、郡域全面積は216平方マイル (560 km2)であり、このうち陸地106平方マイル (270 km2)、水域は110平方マイル (280 km2)で水域率は50.98%である。
ヨーク郡はその中央部にある広大な連邦政府管理地によって分割されている。南部は郊外開発で人口密度が高く、郡人口の大半を占め、成長している。北部はヨークタウンよりもウィリアムズバーグとの結びつきが強く、南部よりは人口が少ないが密度はそこそこある。近年までそれほど成長してこなかったが、北部では新しい町とショッピングセンターが開発されている。

### 隣接する郡と独立市
- グロスター郡 - 北東、ヨーク川の対岸
- マシューズ郡 - 東、チェサピーク湾の対岸
- ノーサンプトン郡 - 東、チェサピーク湾の対岸
- ポコソン市 - 南東
- ハンプトン市 - 南
- ニューポートニューズ市 - 南西
- ジェームズシティ郡 - 西
- ウィリアムズバーグ市 - 西

### 国立保護地域
- コロニアル国立歴史公園（部分）

## 人口動態
以下は2000年国勢調査による人口統計データである。
| 基礎データ - 人口: 56,297人 - 世帯数: 20,000 世帯 - 家族数: 15,880 家族 - 人口密度: 206人/km2（533人/mi2） - 住居数: 20,701軒 - 住居密度: 76軒/km2（196軒/mi2） 人種別人口構成 - 白人: 76.4% - アフリカン・アメリカン: 13.4% - ネイティブ・アメリカン: 0.4% - アジア人: 4.9% - 太平洋諸島系: 0.2% - その他の人種: 1.4% - 混血: 3.4% - ヒスパニック・ラテン系: 4.4% 年齢別人口構成 - 18歳未満: 29.1% - 18-24歳: 6.6% - 25-44歳: 30.7% - 45-64歳: 24.4% - 65歳以上: 9.1% - 年齢の中央値: 36歳 - 性比（女性100人あたり男性の人口） - 総人口: 96.5 - 18歳以上: 93.5 | 世帯と家族（対世帯数） - 18歳未満の子供がいる: 42.2% - 結婚・同居している夫婦: 67.3% - 未婚・離婚・死別女性が世帯主: 9.4% - 非家族世帯: 20.6% - 単身世帯: 16.7% - 65歳以上の老人1人暮らし: 5.4% - 平均構成人数 - 世帯: 2.78人 - 家族: 3.15人 収入と家計（2010年データ） - 収入の中央値 - 世帯: 65,464米ドル - 家族: 84,167米ドル（ハンプトン・ローズ地域では最高） - 性別 - 男性: 42,948米ドル - 女性: 28,713米ドル - 人口1人あたり収入: 36,755米ドル - 貧困線以下 - 対人口: 3.5% - 対家族数: 2.7% - 18歳未満: 3.9% - 65歳以上: 3.8% |

## 郡政府
ヨーク郡政府は昔からバージニア州法に従って組織されている。郡政委員会が統治し、委員は5つの選挙区からそれぞれ1人が選ばれ、任期は4年間である。委員会は郡管理官を指名し、郡管理部門の長として行動させている。

## 未編入の町
| - ヨークタウン - 郡庁所在地 - デア - グラフトン - ラッキー | - ライトフット - シーフォード - タブ |

## 教育
小学校
| - ベセルメナー小学校 - コベントリー小学校 - デア小学校 | - グラフトンベセル小学校 - マグルーダー小学校 - マウントバーノン小学校 | - シーフォード小学校 - タブ小学校 - ウォラーミル小学校 | - ヨークタウン小学校 |

中学校
| - グラフトン中学校（高校併設） - クィーンズレイク中学校 | - タブ中学校 - ヨークタウン中学校 |

高校
| - ブルトン高校 - グラフトン高校（中学併設） | - タブ高校 - ヨーク高校 | - ヨークリバー・アカデミー - バーチャル高校 |

## 軍事基地
ヨーク郡には国内でも大きく重要な軍事施設が幾つかある。ヨーク川沿いにあり、各基地の小部分は隣接するジェームズシティ郡にも入っている。
ヨークタウン海軍武器基地は、ウッドロウ・ウィルソン大統領の命令で第一次世界大戦中に建設され、現在は元は分かれていたチザム・アネックス補給施設を含んでいる。キャンプ・ピアリーは第二次世界大戦中にシービー訓練基地として建設された。戦争が進行すると、捕獲したドイツ海軍艦艇に乗っていた戦争捕虜を収容する施設として、連合軍には重要なものになった。ドイツ軍の秘密のコードブックが海中に失われたと思わせておけば危険性がなくなるので、ナチス当局にその捕虜の存在を知られないようにすることが重要だった。戦後、これら戦争捕虜の多くがバージニア州とアメリカ合衆国を新しい母国にした。上記2つの軍事施設を分けているのがクィーンズ・クリークであり、郡西端に発し、ヨーク川に注いでいる。
キャンプ・ピアリーには、最後の植民地総督ダンモア卿の狩猟用小屋ポート・ベロが残っている。アメリカ合衆国国家歴史登録財に指定されている。
郡内にはヨークなど元の町も幾つか含まれている。20世紀前半に軍事保留地が作られたときには多くの町があった。その中には、当初のラッキー（地元では「保留地」と呼ばれた）、ハルステッズポイント、ペニマン、ビグラーズミル、マグルーダーがあった。多くは農夫と水夫だったその住民と子孫を移転させており、現在はヨークタウン、グロスター、リーホール、グローブ、ライトフットなどに住んでいる。

## 姉妹都市
ヨーク郡はドイツのツヴァイブリュッケンと姉妹都市を結んでいる。